# Колін Декстер
Колін Декстер (англ. Colin Dexter; 1930—2017) — британський письменник детективного жанру. Відомий серією романів із головним персонажем — інспектором поліції Індевором Морсом (inspector Morse). Серія була у такій послідовності екранізована на телебаченні: «Інспектор Морс», «Льюїс» та «Індевор» (також має назву «Молодий Морс»). Він є приквелом до двох попередніх серіалів, де сам Декстер був у титрах названий автором ідеї.

## Біографія
Батьками Коліна були Альфред і Дороті Декстер. У нього був старший брат Джон, який викладав класику в Королівській школі в Пітерборо, і сестра Авріл. Батько керував невеликим гаражем і компанією таксі в Скотгейті (Стемфорд). Декстер здобув освіту в Школі св. Йоанна для дітей, молодшій школі Блюкоат, отримав стипендію в Стемфордській школі для хлопчиків.
Після закінчення школи пройшов національну службу в Королівському сигнальному корпусі, а потім навчався в Коледжі Христа в Кембриджі, який закінчив у 1953 році та отримав ступінь магістра в 1958 році.
У 1954 році розпочав свою кар'єру викладача у Східному Мідленді, ставши помічником майстра класики у Віггестонській граматичній школі для хлопчиків у Лестері. Там він допомагав шкільному товариству християнського союзу. Проте у 2000 році він заявив, що поділяє ті самі погляди на політику та релігію, що і його персонаж інспектор Морс, якого в останньому романі «День каяття» зобразив атеїстом.
Посада в гімназії Лоуборо він обійняв у 1957 році, а посаду старшого викладача класики в гімназії Корбі, Нортгемптоншир, — в 1959 році. У 1966 році з настанням глухоти він змушений був відмовитись від викладацької діяльності. З цього моменту він обійняв посаду старшого помічника секретаря університету Оксфордської делегації місцевих іспитів в Оксфорді, яку він обіймав до виходу на пенсію в 1988 році.
Одружився з Дороті Купер у 1956 році. У подружжя народилися дочка Саллі та син Джеремі.
Помер у віці 86 років в Оксфорді 21 березня 2017 року.
Вел Макдермід, яка була доброю подругою Декстера, описала його як «милого, милого чоловіка» і не такого сварливого, як його творіння — «хоча він поділяв любов Морса до музики».
Преподобний професор Мартін Персі, декан Христової Оксфордської церкви, після серті Ловсі сказав: «Його герої нас залучили та надихнули. Багато в чому він приєднався до цього пантеону оксфордських письменників детективного жанру, яки включає, в певному діапазоні, Дороті Л. Сеєрс, Едмунда Кріспіна, Рональда Нокса і Майкла Іннеса».

## Інспектор Морс
Головним персонажем у Декстера є інспектор Оксфордської поліції Морс, любитель пива, кросвордів і Ріхарда Вагнера, детектив, який їздить на старовинному «ягуарі» по Оксфорду, розкриває вбивства, глибоко замислюючись часто на випадкові зауваження його помічника сержанта Льюїса. Морс багато закохувався в жінок, проте жодного разу не був одружений. Його завжди називали за прізвищем, тому існувала інтрига, а яке ж його ім'я. Лише поступово просочилося, що його ім'я починалося з Е. Але секрет його імені був розвіяний лише в 1996 році, коли відбулося розголошення того, що ім'я не було Едвард, ні Ернест, ні навіть Енох, як припускали деякі науковці, а Індевор (англ. Endeavour), тому що батьки Морса були квакерами, які дуже захоплювались капітаном Куком, чий корабель носив це ім'я. Ім'я Морса автор розкрив тільки у передостанньому романі серії «Смерть живе тепер по сусідству» (1996). У останньому романі серії «День каяття» (1999) Морс помирає від інфаркту міокарда.
Перший із романів серії «Інспектор Морс» «Останній автобус до Вудстока» (1975) був написаний тому, що тоді разом зі своєю дружиною Дороті та дітьми Декстер відпочивав у північному Уельсі в той час, коли дощ ніколи не припинявся. Декстер тоді прочитав два детективні романи, вирішив, що вони не надто хороші, й подумав, що може зробити краще. Користуючись перевагою середньовічного та приміського Оксфорду як місця обстановки (Декстер вважав, що ніколи не став би письменником, якби переїхав кудись) «Останній автобус до Вудстока» довів це.
Імена персонажів обирались з такою ж симпатією до інтелектуальних загадок, як і сюжети. Він вибрав ім'я для Морса та всіх інших у романі, крім вбивці, з конкурсу кросвордів, які він регулярно розгадував в Observer Ximenes. Конкурс частіше вигравали сер Джеремі Морс (друг Декстера) і місіс Б. Льюїс.
Як тільки стало очевидним, що він знайшов головного свого персонажа та вдалу обстановку, Декстер серйозно взявся за написання детективних романів цієї серії. У серії були романи, що отримали престижні літературні нагороди, включаючи «Службу всіх мертвих» (1979), за яку він виграв «Срібний кинджал» британської асоціації письменників детективного жанру, «Мертві з Єрихону» (1981), ще один володар «Срібного кинджала», «Мертва жінка» (1989), за який він виграв «Золотий кинджал», «Шлях через ліси» (1992), ще одного володаря «Золотого кинджала».
Екранізації романів про Морса були показані більше ніж у 50 країнах. Частина аудіо в телевізійних епізодах включає відтворення азбуки Морзе для імені Морс. Це частина життя Декстера, коли він був оператором азбуки Морзе в Королівському корпусі сигналів на військовій службі.
Перший із 33 епізодів телевізійного серіалу «Інспектор Морс» був представлений у 1987 році, де сам Декстер знявся в епізодах. Коли романи закінчилися, Декстер написав додаткові сценарії, перш ніж передати серію іншим письменникам. В останньому епізоді, у 2000 році, була показана смерть Морса, а після смерті актора Джона Тоу (John Thaw), що його грав, в 2002 році Декстер означив, що жоден інший актор не повинен грати цю роль. Однак історія продовжилася у спінінговій серії «Льюїс», а також у приквельній серії «Індевор», де Шон Еванс зіграв молодого Морса.
Декстера часто запитували, пише він для читацької аудиторії чи для себе. Він відповів, що писав для свого старого вчителя англійської мови містера Шарпа. Він писав сторінку, а потім запитував себе: «Чи сподобається це містеру Шарпу?» Його метою було відчути, що пан Шарп дасть йому оцінку щонайменше вісім із 10.

## Твори

### Романи з серії про Морса
- Last Bus to Woodstock[en] (Останній автобус на Вудсток) (1975);
- Last Seen Wearing[en] (Востаннє бачили одягнутою) (1976);
- The Silent World of Nicholas Quinn[en] (Мовчазний світ Ніколаса Квінна) (1977);
- Service of All the Dead[en] (Служба по всіх мертвих) (1979) (отримав Срібний кинджал);
- The Dead of Jericho[en] (Мертві з Єрихону) (1981);
- The Riddle of the Third Mile[en] (Загадка третьої милі) (1983);
- The Secret of Annexe 3[en] (Секрет 3-ї прибудови) (1986);
- The Wench Is Dead[en] (Мертва жінка / Вбивство на каналі) (1989);
- The Jewel That Was Ours[en] (Коштовність, яка була нашою) (1991);
- The Way Through the Woods[en] (Шлях через ліси) (1992);
- Morse's Greatest Mystery[en] (Найбільша загадка Морса) (збірка оповідань) (1993) (оповідання «Evans Tries an O-Level» з цієї збірки отримало премію Мекавіті у 1996 році);
- The Daughters of Cain[en] (Дочки Каїна) (1994);
- Death Is Now My Neighbour[en] (Смерть живе тепер по сусідству) (1996);
- The Remorseful Day[en] (День каяття) (1999).

### Несерійні романи та збірки оповідань
- The Inside Story (Внутрішня історія) (1993);
- Neighbourhood Watch (Сусідська сторожа) (1993);

### Інші твори
- Chambers Book of Morse Crosswords (Камерна книга кросвордів Морса) (2006);
- Foreword to Oxford: A Cultural and Literary History (Передмова до Оксфорда: Культурна та літературна історія) (2007);